# Stacheldrahtseminar

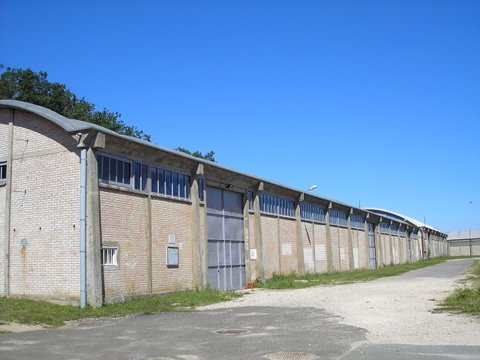
Gebäude des Stacheldrahtseminars in Chartres - Le Coudray, Frankreich, 2012

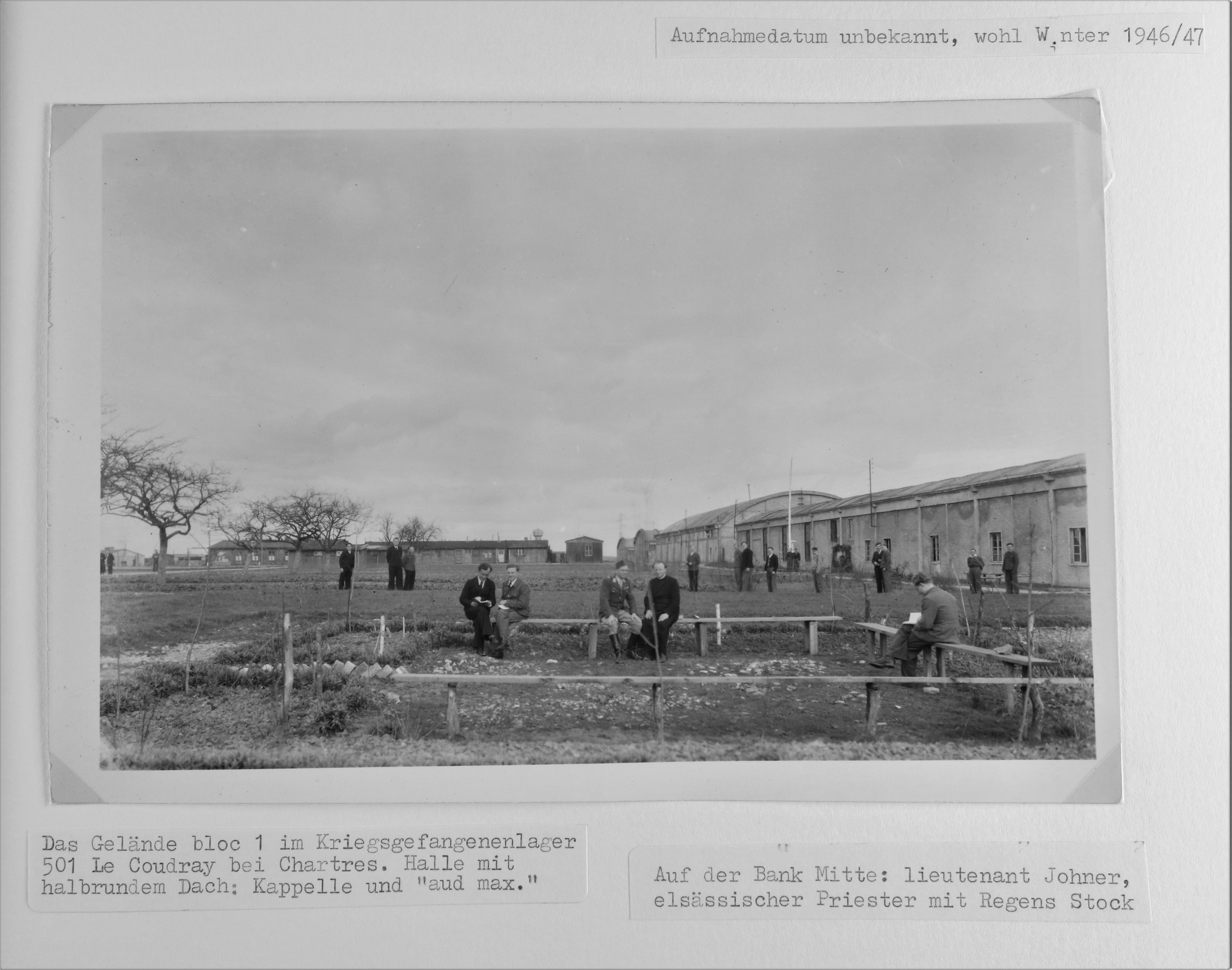
Bloc 1 des französischen Kriegsgefangenenlagers 501 in Le Coudray bei Chartres (Winter 1946/47). In der Mitte auf einer Bank: Abbé Franz Stock, der Leiter des Priesterseminars, mit Lieutenant Johner, einem Priester aus dem Elsass.

Das Stacheldrahtseminar (französisch: séminaire des barbelés) war von 1945 bis 1947 ein Katholisches Priesterseminar in französischen Kriegsgefangenenlagern; zunächst in Orléans, dann bei Chartres. In ihm wurden auf Initiative der französischen Regierung und mit Unterstützung des Apostolischen Nuntius in Frankreich Angelo Giuseppe Roncalli kriegsgefangene deutschsprachige Priester und Seminaristen versammelt und unterrichtet. Ziel war es, Männern die im Nachkriegsdeutschland praktische und moralische Verantwortung übernehmen sollten, schon während der Zeit der Internierung eine spirituelle Ausbildung zu geben. Auch sollte der Indoktrination der Zeit des Nationalsozialismus entgegengewirkt werden. Dozenten – Priester, Ordensbrüder und Seminaristen aus Deutschland und Österreich – kamen unter der Voraussetzung in das Lager, dort als Kriegsgefangene zu gelten. Das Seminar wurde von Abbé Franz Stock geleitet.

## Geschichte
Das Stacheldrahtseminar wurde am 24. April 1945 im Kriegsgefangenenlager Dépôt 51 in Orléans ins Leben gerufen.
Im August des Jahres wurde es in das Gefangenenlager Dépôt 501 auf dem Gemeindegebiet von Le Coudray bei Chartres verlegt. Hierfür wurde ein Teil des Gefangenenlagers, das bis zu 38.500 Gefangene enthielt, abgetrennt. Das Hauptgebäude des Seminars in Le Coudray bestand aus einer 70 × 20 m großen Doppelhalle, die geteilt wurde. In der einen Hälfte befand sich der Schlafsaal mit mehrstöckigen Betten. Die andere Hälfte war abermals geteilt und war zum einen Speisesaal, der auch als Hör- und Studiersaal genutzt werden musste. Davon abgeteilt eine Kapelle.
Die internierten Seminaristen wurden unter Beibehaltung von Status und Funktionsweise eines Kriegsgefangenenlagers unterrichtet. Sie konnten unter diesen Voraussetzungen ihre Studien fortsetzen oder auch beginnen. Es gab keinen Raum, in den sich Einzelne hätten zurückziehen können; die Bibliothek des Seminars war anfangs klein.

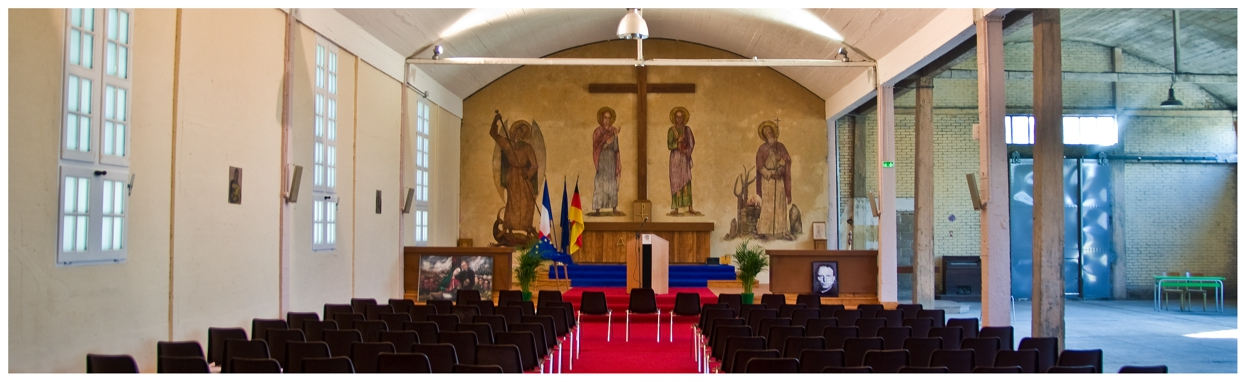
Blick in die Lagerkapelle (heutiger Zustand, 2011), mit einem von Franz Stock gemalten Fresko. Rechts ein Teil des als Schlafsaal genutzten Hallenteils

Der Tagesablauf des Seminars war geregelt: 6 Uhr Wecken, stilles Gebet, Messe – 7.40 Uhr Frühstück – 8.30 Uhr Unterricht/Vorlesungen – 11.30 Uhr Mittagessen – 14.15 Uhr Unterricht und Studien – 17.30 Uhr Abendessen, nach Freizeit erneut Studien, Komplet – 22 Uhr Zapfenstreich. Die nicht ausreichende Lebensmittelversorgung war ein ständiges Problem. Der Schlafsaal war im Winter für die Studenten der „Eispalast“.
Das Stacheldrahtseminar war das größte Priesterseminar in der europäischen Geschichte. Insgesamt 949 Dozenten, Priester, Brüder und Seminaristen aus Deutschland und Österreich waren von 1945 bis 1947 dort tätig. Die höchste Belegung gab es im Mai 1946 mit 506 Personen. Doziert wurde in den Fächern Dogmatik, Moral, Kirchenrecht, Apologetik, Exegese des Neuen Testaments und des Alten Testaments, Pastoraltheologie, Homiletik, Publizistik, Soziologie, Philosophie und Philosophiegeschichte. Darüber hinaus gab es Lehrgänge für Französisch, Latein, Griechisch, Hebräisch und weitere für Pädagogik und Biologie. Für die jüngsten Seminaristen war ein Abiturkurs eingerichtet. Die Universität Freiburg im Breisgau übernahm die Patenschaft über das Seminar und nahm auch Prüfungen ab. Unter Aufsicht des Badischen Ministeriums für Kultus und Unterricht fanden im März 1947 Abiturprüfungen statt.
Etwa 600 der Seminaristen wurden Priester. Seminaristen des Stacheldrahtseminars waren unter anderen Bischof Emil Stehle, Bischof Bernado Witte, Weihbischof Bernhard Rieger, Weihbischof Franz Josef Kuhnle, Abt Laurentius Hoheisel, Franziskanerpater Gereon Goldmann, Pfarrer Lothar Zenetti, Josef Rommerskirchen, die Schriftsteller Erich Kock und Otto Gillen.
Der Apostolische Nuntius Angelo Roncalli – der spätere Papst Johannes XXIII. – besuchte mehrere Male das Seminar. Am Sonntag nach Weihnachten 1946 betonte er bei einem Besuch: „Das Seminar von Chartres gereicht sowohl Frankreich wie Deutschland zum Ruhme. Es ist sehr wohl geeignet, zum Zeichen der Verständigung und Versöhnung zu werden.“
Das Stacheldrahtseminar existierte bis zum 5. Juni 1947. Die letzten 369 Seminaristen verließen das Gefangenenlager. Franz Stock kehrte nach Paris zurück.
Vier von 14 Stationen eines von Lothar Zenetti gemalten Kreuzweges sind in der heutigen Europäische Begegnungsstätte Franz Stock erhalten. Anhand von Fotos erstellte Reproduktionen aller Kreuzwegstationen sind dauerhaft in der Frauenfriedenskirche in Frankfurt sowie in der Kirche St. Franziskus (Neheim) zu sehen.